# فرودگاه لوا
فرودگاه لوا (به انگلیسی: Lewa Airport) یک فرودگاه همگانی، غیرنظامی است که یک باند فرود سنگفرش دارد و طول باند آن ۱۲۰۰ متر است. این فرودگاه در کشور کنیا قرار دارد و در ارتفاع ۱۷۰۰ متری از سطح دریا واقع شده است.